# 25N-209 (route russe)
Pour les articles homonymes, voir Baikal.
Ne pas confondre avec la route fédérale R258 aussi dénommée « Baïkal »
La route 25N-209 (en russe: 25Н-209) appelée aussi « route du Baïkal » (en russe : Байка́льский тра́кт, Baïkalski trakt -par référence au lac qu'elle rejoint), route d'Eisenhower ou route royale du Baïkal (en russe : Байка́льское шоссе́) est une route régional située en Sibérie dans l'oblast d'Irkoutsk, reliant Irkoutsk à Listvianka dans le raïon d'Irkoutsk sur une rive du lac Baïkal.
Elle est l'un des principaux moyens d'accès au lac Baïkal, inscrit au patrimoine mondial de l'UNESCO, plus profond lac de la planète, et plus grande réserve d'eau douce liquide à la surface de la Terre.

## Description
La route, dénommée Magistrale 53L (ou M53L) avant le 1er janvier 2018, était jusqu'à cette date une branche de la route fédéral M53 « Baïkal », route reliant Irkoutsk à Tchita, et était ainsi classée comme route fédérale. Mais depuis cette date, la route relève de l'oblast d'Irkoutsk, et est codée sous le nom de 25N-209.
La route traverse des étendues de forêts de type taïga de Sibérie orientale, en longeant à une distante jamais supérieure à 5 kilomètres de l'Angara depuis Irkoutsk au niveau de l'aéroport, où elle commence, jusqu'à Listvianka. Dans ses derniers kilomètres, les monts du Littoral (ru) la contraigne à longer l'Angara avant d'arriver à son extrémité sud-ouest où elle longe un bout du lac. Elle est longue de 58,591 kilomètres.
Elle est l'une des principales voies d'accès au lac, Listvianka étant une importante station balnéaire sur le lac, où se trouvent de nombreux hébergements touristiques. C'est aussi le lieu de départ d'excursions sur le lac, un des débuts du sentier de grande randonnée du lac Baïkal, ainsi qu'une commune du parc national Pribaïkalski. À Irkoutsk se trouve la gare d'Irkoutsk-Passajirski sur le Transsibérien, et l'aéroport d'Irkoutsk.
La route voit environ 20 000 voitures/jour, le début du parcours se situant dans l'agglomération millionnaire d'Irkoutsk. Depuis 2015, le début du parcours, qui était en proie aux embouteillages, a été transformé en voie rapide avec 2 voies de chaque côté séparées avec aussi des échangeurs. Mais la majorité du parcours reste une simple route de type nationale.

## Histoire
La route du Baïkal est à l'origine un des tracés de la route de Sibérie, voie commerciale reliant la Russie européenne à la Chine qui passait par le lac Baïkal. L'hiver, l'on utilisait des traîneaux, et l'été des bateaux.
Cette voie a vu passé du fret, du courrier, des passagers, mais aussi des prisonniers vers les mines de Nertchinsk ainsi que les exilés décabristes. Patrony, Talsty et Listvennitchnoïe étaient des relais de poste sur se chemin, séparés les trois d'environ 20 verstes.
En juin 1960, Nikita Khrouchtchev invita son homologue Dwight D. Eisenhower ainsi qu'une délégation américaine à une rencontre au Baïkal,. Le pouvoir soviétique se dépêcha alors, en un temps record, de paver et asphalter la route dans son entièreté, depuis Irkoutsk jusqu'au lac[réf. souhaitée]. De plus, ils construisirent un terrain de golf et des grandes maisons pour les invités.
La rencontre ne se fit pas, à cause de l'incident de l'U2, mais désormais l'ancienne piste était devenue une route de très bonne qualité pour l'époque, avec un trajet de seulement une heure. Pendant la période soviétique, c'était la meilleure route de la région. Les habitants de la région d'Irkoutsk prirent l'habitude de l'appeler la « route d'Eisenhower », et encore récemment, certains habitants n'hésitent pas à dire que chaque fois qu'ils conduisent cette route, ils remercient le président Eisenhower. La route permis à Listvianka de s'imposer comme une station balnéaire réputée sur le Baïkal.
Encore aujourd'hui, la route se distingue de par sa qualité exemplaire contrairement aux autres routes de la région,.

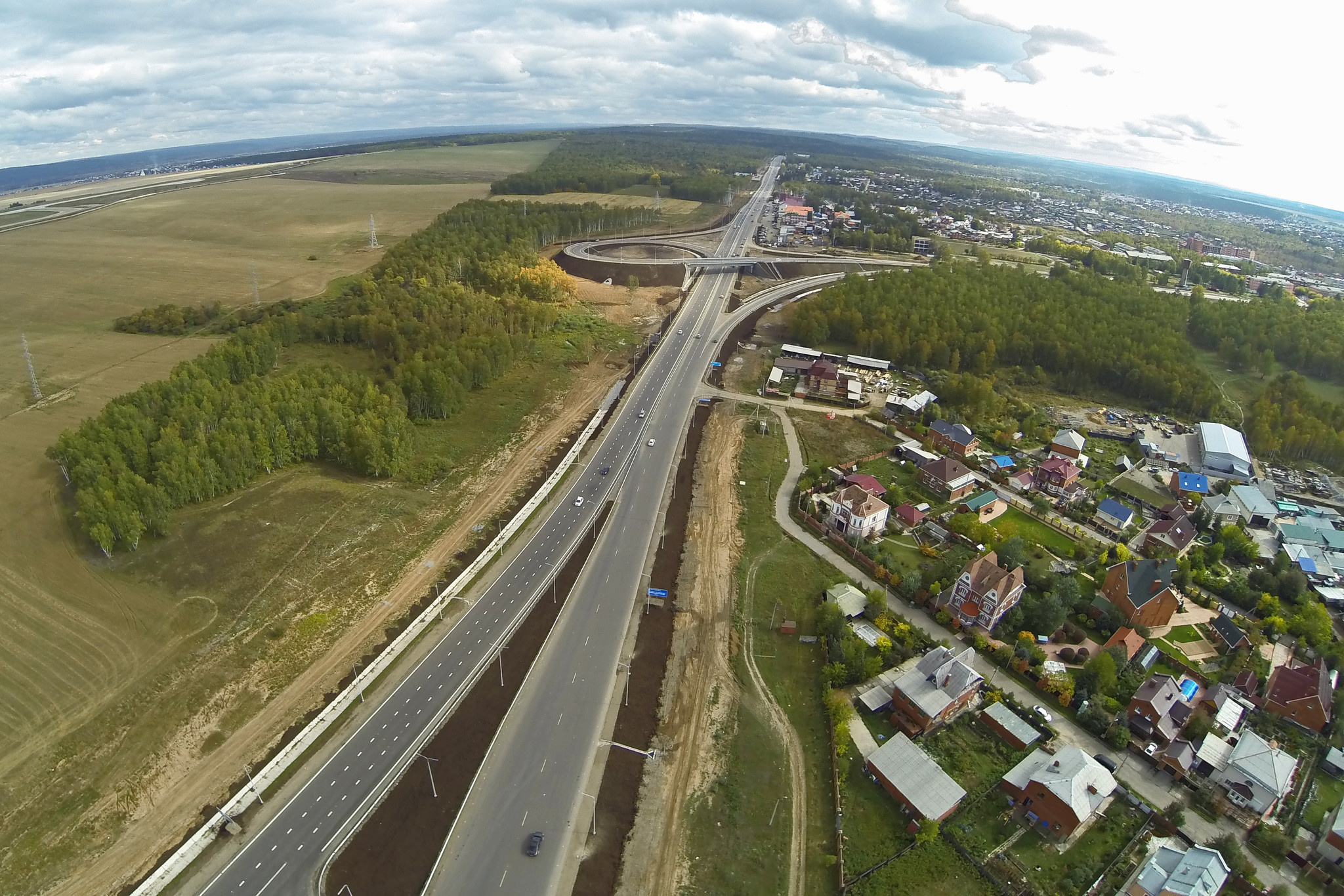
Route reconstruite entre 2014 et 2015.

Au début des années 2010, la première partie de la route, d'Irkoutsk à Patrony, était extrêmement embouteillée, le trafic étant de 20 000 voitures/jour. Le problème était important, les banlieues d'Irkoutsk s'agrandissant chaque année, et sans transports publics, la route était surchargée. De plus, la route, vallonnée, était dangereuse et mortelle, avec des dizaines d'accidents chaque année. Lors de la saison touristique, jusqu'à 25 000 voitures utilisant la route chaque jour.

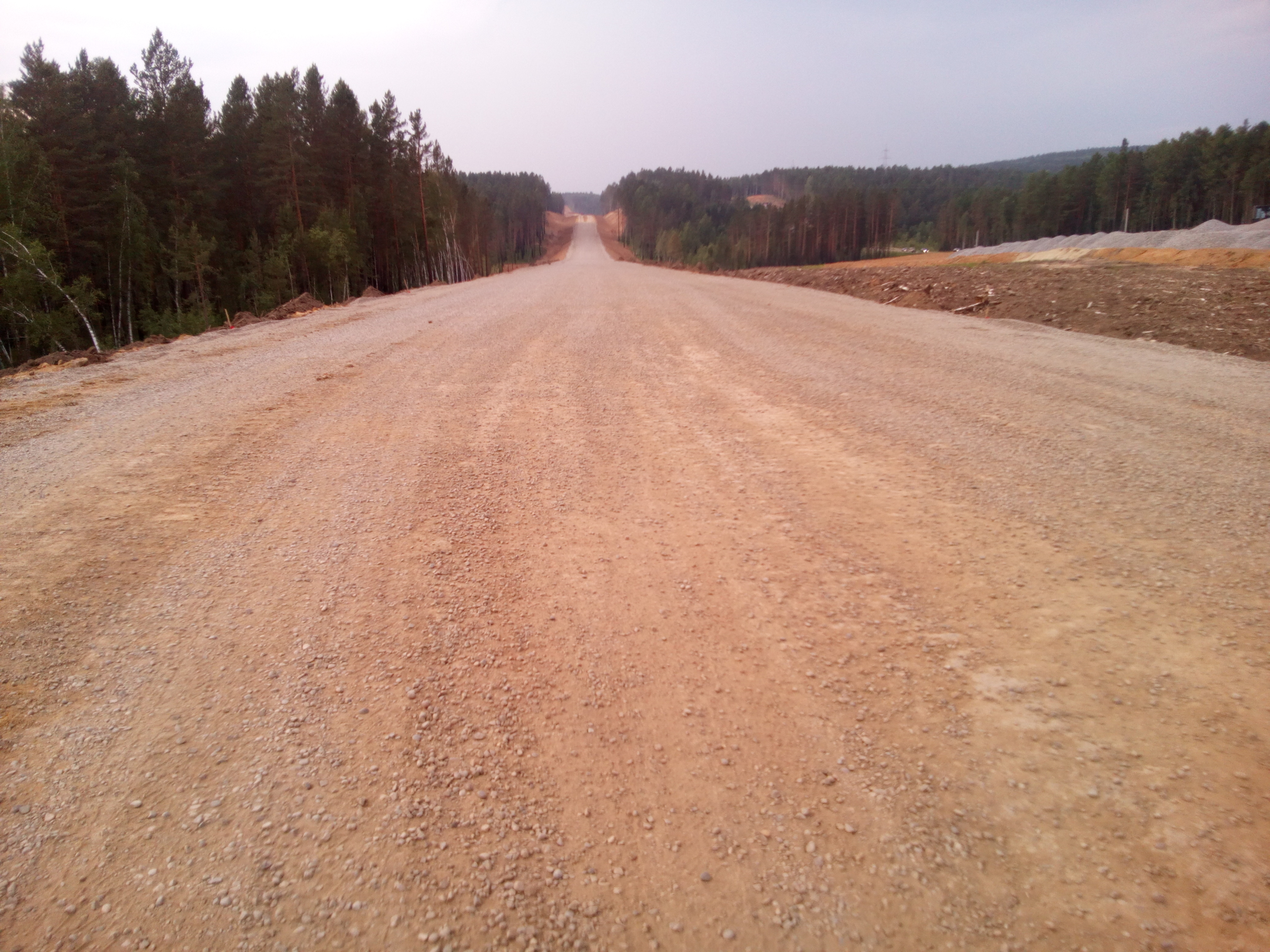
Travaux en 2016.

Entre décembre 2014 et octobre 2015, la section la plus surchargée, entre Irkoutsk et Molodiojni, a été passé en voie rapide en 2015, avec la construction de deux échangeurs, une séparation du trafic, deux voire trois voies dans chaque sens. Le coût fut de 1,5 milliard de roubles.
En 2017, la section de Molodiojni à Patorny a été elle aussi passée en 2x2 voies, mais au lieu de construire des échangeurs et sorties, la distance médiane a été largement augmentée à fin de mettre des bretelles permettant de changer de sens dans ce médian. Le coût fut de 3,2 milliard de roubles.
En raison du développement actif de maisons et du développement du tourisme, la route est embouteillée les week-ends et parfois en semaine, sauf dans la partie reconstruite. Un nouveau tronçon devrait être élargie jusqu'à Bourdakova, avec des travaux devant débutés en 2023,.

## Itinéraire
Localités et principales intersections :
- Carrefour giratoire à Irkoutsk avec la rue Chirmova
- , Début de la voie rapide à Irkoutsk
- Sortie (sens depuis/vers Listvianka) route du Baïkal[c]
- Sortie à Molodiojni et Novaïa RazdolnaïaSortie route du Baïkal avec Novaïa Razdolnaïa en fond.

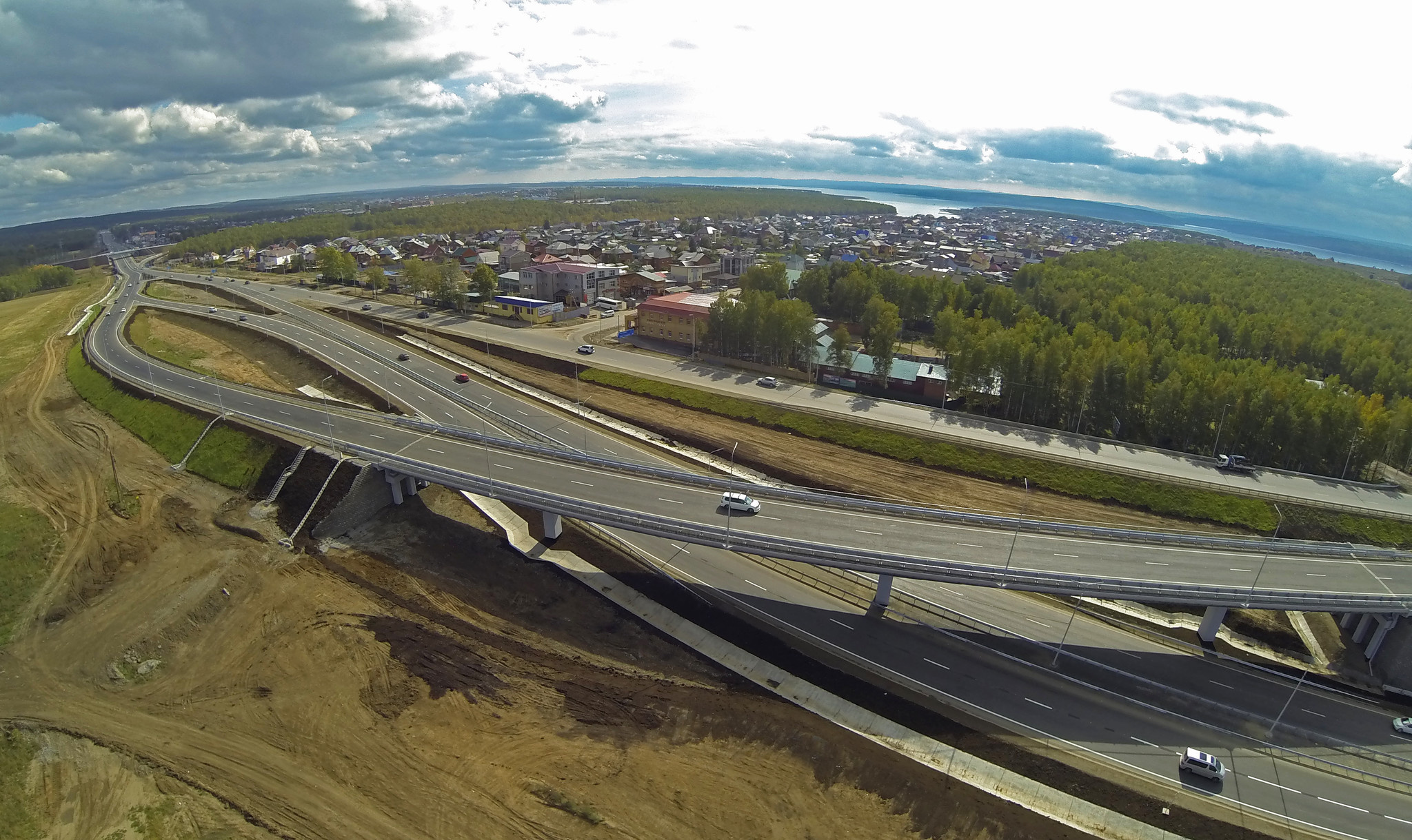
Sortie route du Baïkal avec Novaïa Razdolnaïa en fond.

- Sortie à Novaïa Razdolnaïa
- Sortie à Novolissikha
- Inverseur de sens
- Sortie à Patrony (sens Irkoutsk-Listvianka)
- Sortie à Ielovy (sens Listvianka-Irkoutsk)
- Inverseur de sens
- Inverseur de sens
- Sortie à Patrony (sens Irkoutsk-Listvianka)
- Sortie à Ielovy (sens Listvianka-Irkoutsk)
- Inverseur de sens
- , Fin de la voie rapide à Patrony
- Intersection vers Lebedinka
- Intersection vers Lebedinka
- Intersection vers Lebedinka
- Bourdakova
- Sortie de Bourdakova
- Dorojni possiolok
- Sortie de Dorojni possiolok
- Intersection vers Beriozka
- Intersection vers Beriozka
- Intersection vers Bourdougouz
- Intersection vers Boutiourki
- Intersection vers Boutiourki
- Intersection vers Talsty et le musée en plein air de Talzy
- Bolchaïa Retchka
- Sortie de Bolchaïa Retchka
- Intersection vers Angarskié Khoutora

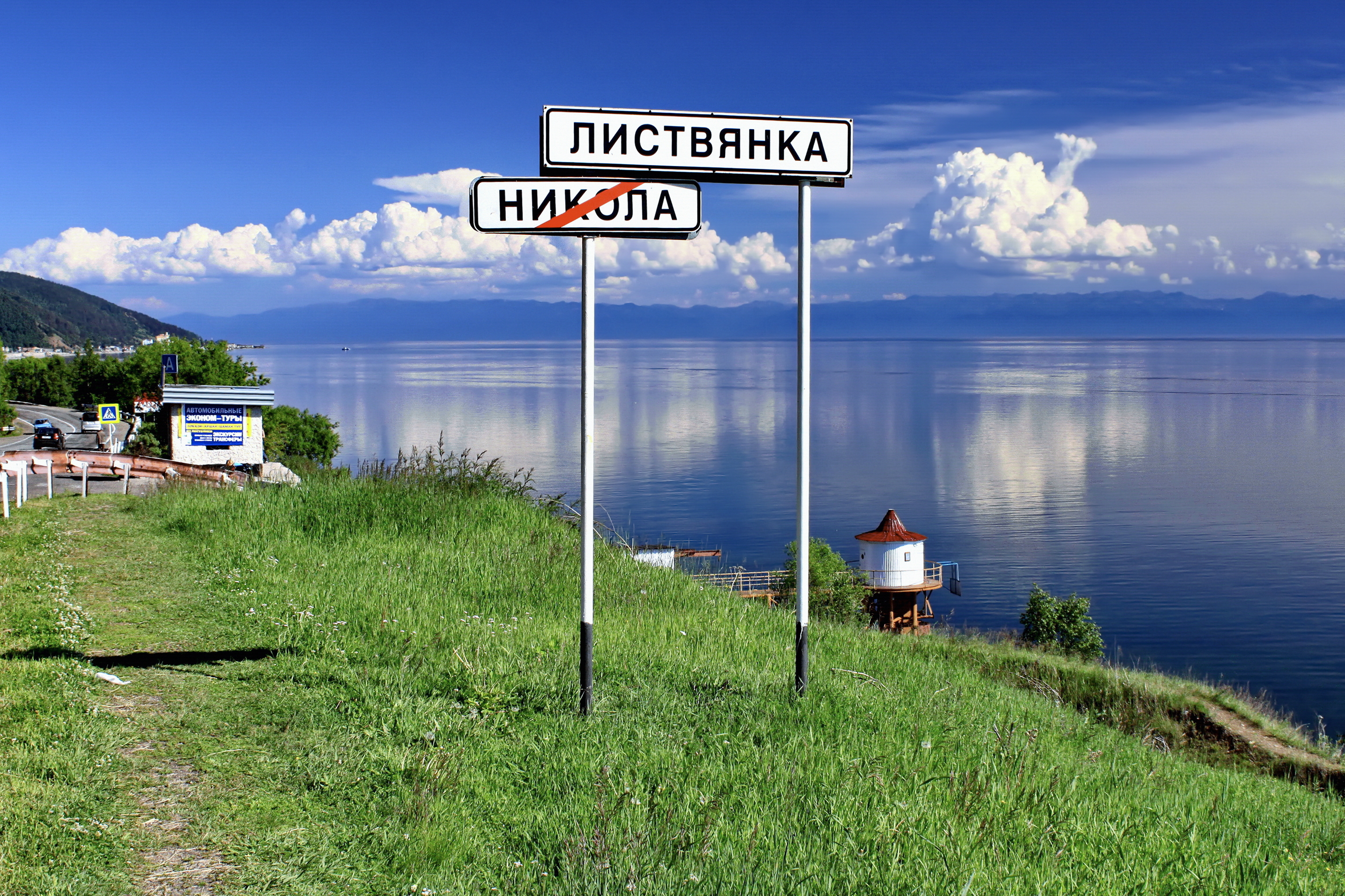
Entrée à Listvianka avec le Baïkal.

- Intersection vers Angarskié Khoutora
- Nikola
- Sortie de Nikola
- Entrée à Listvianka avec le Baïkal.
- Listvianka, fin de la route.